# Harberner Heide
Die Harberner Heide ist ein Naturschutzgebiet in der niedersächsischen Gemeinde Wardenburg im Landkreis Oldenburg.
Das Naturschutzgebiet mit dem Kennzeichen NSG WE 228 ist 45,5 Hektar groß. Das Gebiet liegt südwestlich von Oldenburg und südlich des Küstenkanals. Es ist Teil des ehemals ausgedehnten Vehnemoorkomplexes in der Hunte-Lada-Moorniederung. Das Hochmoorgebiet wurde in der Vergangenheit durch Handtorfstich und industrielle Abtorfung stark verändert. Nach Ende der Nutzung und Wiedervernässung kann es sich langsam regenerieren.
Das Gebiet steht seit dem 21. September 1996 unter Naturschutz. Zuständige untere Naturschutzbehörde ist der Landkreis Oldenburg.